# 线叶黄耆
线叶黄耆（学名：Astragalus nematodes）为豆科黄芪属的植物。分布在中亚、哈萨克斯坦以及中国大陆的新疆等地，生长于海拔1,700米至2,500米的地区，多生在山坡碎石地及山地草原，目前尚未由人工引种栽培。

## 异名
- Astragalus xinjiangensis S. B. Ho